# Szczytniki (powiat proszowicki)
Szczytniki – wieś w Polsce, położona w województwie małopolskim, w powiecie proszowickim, w gminie Proszowice. Człon "szczyt" (oznaczający tarczę) w nazwie wsi wskazuje na służebną przeszłość Szczytnik. W kwestii osady macierzystej Szczytnik panuje brak zgody, jednak wśród prawdopodobnych wymienia się między innymi Ostrów, oraz Klimontów.
| SIMC    | Nazwa        | Rodzaj    |
| ------- | ------------ | --------- |
| 0332216 | Folwark      | część wsi |
| 0332222 | Stara Wieś   | część wsi |
| 0332239 | Szerzyzny    | część wsi |
| 0332245 | Wielka Droga | część wsi |
| 0332251 | Wołów        | część wsi |

W latach 1975–1998 miejscowość należała administracyjnie do województwa krakowskiego.

## Powierzchnia
Powierzchnia wsi wynosi dokładnie 374,89 ha. Na całkowitą powierzchnię Szczytnik składają się:
-  powierzchnia gruntów ornych (298,30 ha)
- powierzchnia sadów (14 ha)
- powierzchnia pastwisk (1,8 ha)

## Edukacja
Na terenie Szczytnik działa Szkoła Podstawowa z Oddziałami Integracyjnymi, w której równolegle do nauczania w zakresie szkoły podstawowej realizowany jest oddział przedszkolny.

### Historia szkoły
Głównym źródłem wiedzy na temat historii szkoły jest kronika spisywana przez Stanisława Szastaka, dyrektora szkoły. Zgodnie z jego zapisami początki szkolnictwa w Szczytnikach sięgają oddolnej inicjatywy zorganizowania prywatnej edukacji na terenie wsi. Z czasem podjęto decyzję o wydzieleniu ziemi na budowę państwowej szkoły. Pierwszym spisanym w kronice nauczycielem szkoły miał być J. Nowak. W czasie II wojny światowej szkoła nie uległa zniszczeniu. Przez cały okres swojego istnienia (aż do dziś) szkoła była swoistym centrum rozwoju kultury wsi. Oferowała warsztaty dla dorosłych, kursy dla analfabetów, przedstawienia teatralne (m.in. na dożynkach). Obecnie w budynku Szkoły Podstawowej z Oddziałami Integracyjnymi w Szczytnikach znajduje się Izba Tradycji Regionu i Szkoły, która stanowi swego rodzaju muzeum historii wsi. W Izbie znajduje się m.in. Szmaragd, podarowany w 1961 roku przez Inspektorat Oświaty. W roku 2022 podjęta została decyzja o termomodernizacji szkoły.